# Династическая уния
Династическая уния (династический союз) — политическое объединение, в котором два и более монархических государства управляются одной династией, а их границы, законы и интересы остаются различными. Эта форма отличается от личной унии, в которой разные государства возглавляются одним монархом, а не одной династией.

## Примеры
- С убийством Санчо IV королевство Наварра была захвачена его двоюродными братьями Альфонсо VI Кастильским и Санчо V Рамиресом Арагонским, после чего последний стал королём Наварры в 1076 году, что привело к полувековому (1076—1134) арагонскому правлению.
- Брак графа Барселоны Рамона Беренгера IV с будущей королевой Арагона Петронильей[англ.], состоявшийся в 1137 году, привёл к формированию Арагонской короны[2][3].
- Брак Ягайло и Ядвиги, заключённый в 1385 году, в основном называется современными историками Кревской унией. Уния положила начало формированию Речи Посполитой.
- Брак Изабеллы I Кастильской и Фердинанда II Арагонского, состоявшийся в 1469 году, заложил основу для королевства Испания. Они не заняли свои троны до 1474 и 1479 соответственно[4].
- После заключения династической унии между Испанией (союз между коронами Кастилии и Арагона) и Португалии (1580-1640)[5], обычно называемой современными историками Иберийской, двумя странами правила Филиппинская династия[англ.].
- Когда в 1603 году умерла Елизавета I, наследником стал король Шотландии Яков VI. В основном это называется союзом корон[англ.], эта династическая уния правила двумя странами с 1603 по 1653 год (когда монархия была официально отменена), и с 1659 года до объединения двух государств в 1707 году.